# McIntosh (Dakota du Sud)
Pour les articles homonymes, voir McIntosh.
La ville de McIntosh est le siège du comté de Corson, situé dans le Dakota du Sud, aux États-Unis. Selon le recensement de 2010, sa population est de 173 habitants. La municipalité s'étend sur 0,77 milles carrés (1,99 km2), dont 0,04 milles carrés (10 ha) d'étendues d'eau.

## Histoire
La ville doit son nom aux frères McIntosh, sous-traitants du Milwaukee Railroad lors de la construction du chemin de fer dans la réserve indienne de Standing Rock.

## Démographie
| 1910 | 1920 | 1930 | 1940 | 1950 | 1960 |
| ---- | ---- | ---- | ---- | ---- | ---- |
| 409  | 727  | 663  | 626  | 628  | 568  |

| 1970 | 1980 | 1990 | 2000 | 2010 | - |
| ---- | ---- | ---- | ---- | ---- | - |
| 563  | 418  | 302  | 217  | 173  | - |